# Nässjön (Båraryds socken, Småland)
Nässjön är en sjö i Gislaveds kommun i Småland och ingår i Nissans huvudavrinningsområde. Sjön är 5,2 meter djup, har en yta på 0,0497 kvadratkilometer och befinner sig 196 meter över havet. Vid provfiske har abborre och gädda fångats i sjön.